# Раджендраварман I
Раджендраварман I (кхмер. រាជេន្ទ្រវម៌្មទី១) — полуисторический-полулегендарный правитель Ченлы (750—770).

## Биография
Данные о происхождении Раджендравармана I разнятся: согласно одним данным был сыном короля Шамбхувармана и приходился зятем Пушкаракше, по другим — сыном Пушкаракши. Был женат на принцессе Шри Нрпатиндрадеви. Около 750 года он унаследовал трон от своего зятя (либо брата) Шамбхувармана. Предположительно умер в 770 году.

## Потомки
- Махипитаварман
- Джаендраваллабха — супруга Джаявармана II.